# Originalpräparat
Als Originalpräparat  bezeichnet man zugelassene Arzneimittel, die erstmals den Einsatz eines bestimmten Arzneistoffs zu therapeutischen Zwecken am Menschen oder am Tier ermöglichen. Zu den Originalpräparaten werden alle Arzneiformen des Wirkstoffes gezählt.

## Beschreibung
Die Entwicklung und Vermarktung von Originalpräparaten ist die Grundlage des Geschäftsmodells der forschenden pharmazeutischen Industrie. Das Geschäftsmodell beruht auf der durch Patentschutz gewährten, zeitlich befristeten Exklusivität der Nutzungsrechte. Nach Ablauf der Schutzfrist können andere pharmazeutische Unternehmen Arzneimittel mit identischen Wirkstoffen (Generika) auf den Markt bringen.
Neben neuartigen Wirkstoffen, die wesentliche Fortschritte in der Medizin darstellen können, werden auch zahlreiche Analogpräparate, auch Me-too-Präparate als Originalpräparate entwickelt und vertrieben, da sie aufgrund einer abgewandelten Molekülstruktur im Vergleich zu existierenden Wirkstoffen einen eigenständigen Patentschutz erlangen können. Die Veränderungen der Molekülstruktur bedingen aber nicht notwendigerweise einen Vorteil für den Arzneimittelanwender.

## Schutzrechte

### Patentschutz
Die maximale Schutzfrist für ein Patent beträgt in den meisten Ländern 20 Jahre, beginnend ab dem Datum der Einreichung der Anmeldung. Neu entwickelte Arzneistoffe werden zunächst meist durch Erzeugnispatente oder Stoffpatente geschützt. Während der Schutzfrist darf der Arzneistoff nur mit Zustimmung des Patentinhabers hergestellt, vertrieben und angewandt werden.
Daneben ermöglichen Anwendungs- und Verfahrenspatente einen längeren Schutz von Originalpräparaten. So kann z. B. der wirtschaftlichste Weg, einen bestimmten Arzneistoff herzustellen, noch längere Zeit nach Ablauf des Stoffpatents verlegt sein. Anwendungspatente schützen dagegen vor der Vermarktung von Generika zu bestimmten therapeutischen oder diagnostischen Zwecken. Ein Anwendungspatent beschränkt aber nur die Vermarktungsmöglichkeiten des Herstellers eines Generikums, nicht jedoch die Verordnung durch einen Arzt oder die Anwendung durch einen Patienten.
Stoffpatente für Arzneistoffe können verlängert werden, da die wirtschaftliche Nutzung von solchen Patenten häufig durch die lange Entwicklungszeit eingeschränkt ist: oft vergehen zehn Jahre oder mehr bevor aus einem patentierten Stoff ein Bestandteil eines zugelassenen Arzneimittels wird. In der Europäischen Union (EU), in der Schweiz und in Liechtenstein gibt es die Möglichkeit, für durch ein Patent abgedecktes Erzeugnis ein ergänzendes Schutzzertifikat zu erlangen, wenn mehr als fünf Jahre zwischen Patentanmeldung und Zulassung vergangen sind.
Als wirtschaftlicher Anreiz für die Entwicklung eines Arzneistoffs zur Anwendung bei Krankheiten von Kindern und Jugendlichen kann die Schutzfrist für ein solches Erzeugnis um weitere sechs Monate verlängert werden. Sollte ein Hersteller einen Arzneistoff für seltene Leiden entwickeln, kann er eine zweijährige Verlängerung der Schutzfrist erlangen.

### Schutz der Zulassungsunterlagen
Unabhängig von der Dauer der Patentlaufzeit sind die im Laufe der Entwicklung gesammelten Erkenntnisse des Originalherstellers (z. B. Studienergebnisse) in der EU für acht Jahre ab dem Zeitpunkt der Zulassung eines neuartigen Arzneistoffs geschützt. Es schließen sich zwei Jahre Vermarktungsschutz an. Erst nach Ablauf dieser Frist von zehn Jahren, die unter bestimmten Gegebenheiten auf 11 Jahre verlängert werden kann, können die Behörden Zulassungen für Generika erteilen.

## Wirtschaftliche Aspekte
Die zeitlich befristete Alleinstellung für Originalpräparate führt häufig zu hohen Preisen für neuartige Arzneimittel. Sie sinken häufig erst gegen Ende der Patentlaufzeit und somit unmittelbar vor dem Markteintritt der generischen Konkurrenz. Die Hersteller von Generika haben wesentlich niedrigere Entwicklungskosten als die Hersteller von Originalpräparaten. Mit dem Markteintritt der Generika kann der Marktanteil des Originalpräparates innerhalb kurzer Zeit sehr stark zurückgehen. Nach dem Patentablauf des Wirkstoffes Finasterid fiel der Marktanteil des Originalpräparates Proscar einen Monat nach Markteinführung des ersten Generikums im April 2007 auf 80 Prozent, nach drei Monaten auf 50 Prozent und nach zwölf Monaten auf 20 Prozent.

## Beispiele für Originalpräparate
Das Arzneimittel Aspirin, mit dem Wirkstoff Acetylsalicylsäure (ASS), wurde zu Beginn des 20. Jahrhunderts von der Bayer AG als Originalpräparat auf den Markt gebracht. Eine Vielzahl von Generika, die den Wirkstoff ASS enthalten, wurde nach dem Verlust des Schutzrechtes der Bayer AG von anderen Herstellern mit anderen Handelsnamen oder mit dem direkten Bezug auf den Wirkstoffnamen auf den Markt gebracht. Im englischen Sprachraum wird das Warenzeichen Aspirin inzwischen synonym für den Wirkstoff selbst genutzt.
Das Patent für den Wirkstoff Sildenafil (Originalpräparat Viagra) der Firma Pfizer lief im Jahr 2013 aus. Bis dahin durfte nur Pfizer Sildenafil als Wirkstoff verkaufen beziehungsweise Lizenzen an andere Unternehmen vergeben. Alle seinerzeit auf dem Markt erhältlichen Pharmaka, die Sildenafil enthielten und nicht von Pfizer stammten, waren in Ländern mit bestehendem Patentschutz illegal, auch wenn ihre Herstellung in Ländern ohne Patentschutz erfolgt sein sollte.